# دون ألدر
دون ألدر هو عازف قيثارة كندي، ولد في 16 يوليو 1956 في فانكوفر في كندا.

## وصلات خارجية
- الموقع الرسمي